# Splunk
Splunk je softwarový produkt společnosti Splunk Inc., který je určen pro sběr a analýzu tzv. strojových dat (tj. dat generovaných v textové podobě nejrůznějšími systémy - serverové logy, aplikační logy, konfigurační soubory, webové logy, logy sociálních sítí, data z výrobních linek, seizmologických přístrojů apod.). Na základě výsledků analýzy je pak možné např. predikovat chování systémů a uživatelů, sledovat trendy návštěvnosti a prodejnosti, upozorňovat na blížící se bezpečnostní incident, předvídat zemětřesení atd.
Na rozdíl od tradičních produktů pro analýzu logů je schopen vytvářet analýzy nad velkým množstvím dat (tzv. Big Data) v reálném čase. Splunk používá NoSQL databázi a indexaci obsahu, díky čemuž je možné dosahovat velmi podrobných výsledků ve velmi krátkém čase.